# Gal Gadot
Gal Gadot (ˈɡal ɡaˈdot; in ebraico גל גדות‎?; Petah Tiqwa, 30 aprile 1985) è un'attrice e modella israeliana.

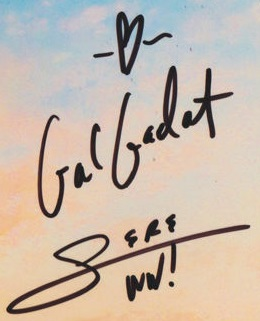
Firma di Gal Gadot

È nota per i ruoli di Wonder Woman nel DC Extended Universe e di Gisele Yashar nella saga di Fast & Furious. Gal Gadot è stata Miss Israele 2004 e ha rappresentato il suo Paese a Miss Universo nello stesso anno. Nel 2018 la rivista Forbes la posiziona al decimo posto tra le attrici più pagate al mondo per quell'anno, con un introito pari a 10 milioni di dollari.

## Biografia

### Primi anni
Nata a Petah Tiqwa e dall'età di 8 anni cresciuta in un quartiere di Rosh HaAyin, in Israele, Gal Gadot, la maggiore di due sorelle, è figlia di Michael Gadot, un ingegnere, e Irit (nata Weiss), un'insegnante di educazione fisica, una coppia sabra di origini aschenazite, di ascendenze più precisamente polacca, austriaca, tedesca e ceca. È nipote di superstiti della Shoah, e ha dichiarato di essere stata educata a un grande rispetto delle tradizioni ebraiche. Prima della sua nascita i genitori avevano ebraizzato il nome di famiglia da "Greenstain" a "Gadot". Ha frequentato la facoltà di giurisprudenza, lasciando però gli studi dopo un solo anno. In gioventù ha praticato, anche a livello agonistico, discipline quali pallavolo, pallacanestro e tennis, ed è appassionata di motociclismo.

### Esordi
Nel 2004, all'età di diciotto anni, Gal Gadot partecipa all'annuale edizione di Miss Israele, aggiudicandosi il titolo. Tale vittoria le vale la partecipazione a Miss Universo 2004, dove però manca il posizionamento entro le prime quindici.
Nel 2007 viene immortalata dal periodico Maxim per il servizio fotografico Women of the Israeli Army, figurando successivamente anche in copertina al New York Post. Viene rappresentata dall'agenzia IMG Models. Nel 2008 diviene una delle principali modelle del marchio di abbigliamento israeliano Castro, del quale conduce anche uno show televisivo. È stata testimonial del rum Captain Morgan, dell'azienda dermatologica Vine Vera e della casa automobilistica Jaguar. 
Dopo aver recitato nella miniserie israeliana Bubot (2007-2008), le fu data l'opportunità di fare un provino per il ruolo di Camille, la bond girl del film Quantum of Solace (2008), prima che per la parte fosse scelta Olga Kurylenko dal regista Marc Forster. Tale circostanza si rivela però preliminare al suo vero e proprio avvio di carriera internazionale: il direttore del casting di allora sceglie infatti di esaminarla anche per il ruolo di Gisele Yashar, valevole per la pellicola Fast & Furious - Solo parti originali, venendo infine selezionata, stando alle dichiarazioni del regista Justin Lin, per le sue conoscenze in campo militare. Grazie alla sua esperienza come soldatessa, infatti, Gal Gadot non si serve di stuntman o controfigure nelle scene d'azione. Riprende il ruolo di Gisele nei sequel Fast & Furious 5 (2011) e Fast & Furious 6 (2013). Parallelamente, l'attrice risulta impegnata in ulteriori produzioni, quali Notte folle a Manhattan, Innocenti bugie e alcune serie televisive statunitensi e israeliane.
A proposito della sua partecipazione al franchise di Fast & Furious, nel 2014 dichiara:
(Gal Gadot parlando del suo ruolo in Fast & Furious)
Nel 2013 la rivista Forbes la classifica come una delle modelle israeliane più pagate al mondo. Nel 2015 è inoltre testimonial di Gucci per la fragranza Bamboo. Nel 2018 figura come testimonial del Huawei Mate 10 Pro.
Nel 2016 recita nella commedia, diretta da Greg Mottola, Le spie della porta accanto (Keeping Up with the Joneses), al fianco di Isla Fisher, Zach Galifianakis e, in cui interpreta Natalie, parte della coppia dei Jones assieme al marito Tim (Jon Hamm), nuovi vicini che vanno ad abitare al fianco di Jeff (Zach Galifianakis) e Karen Gafney (Isla Fisher), con lo scopo di spiarli.

### Wonder Woman

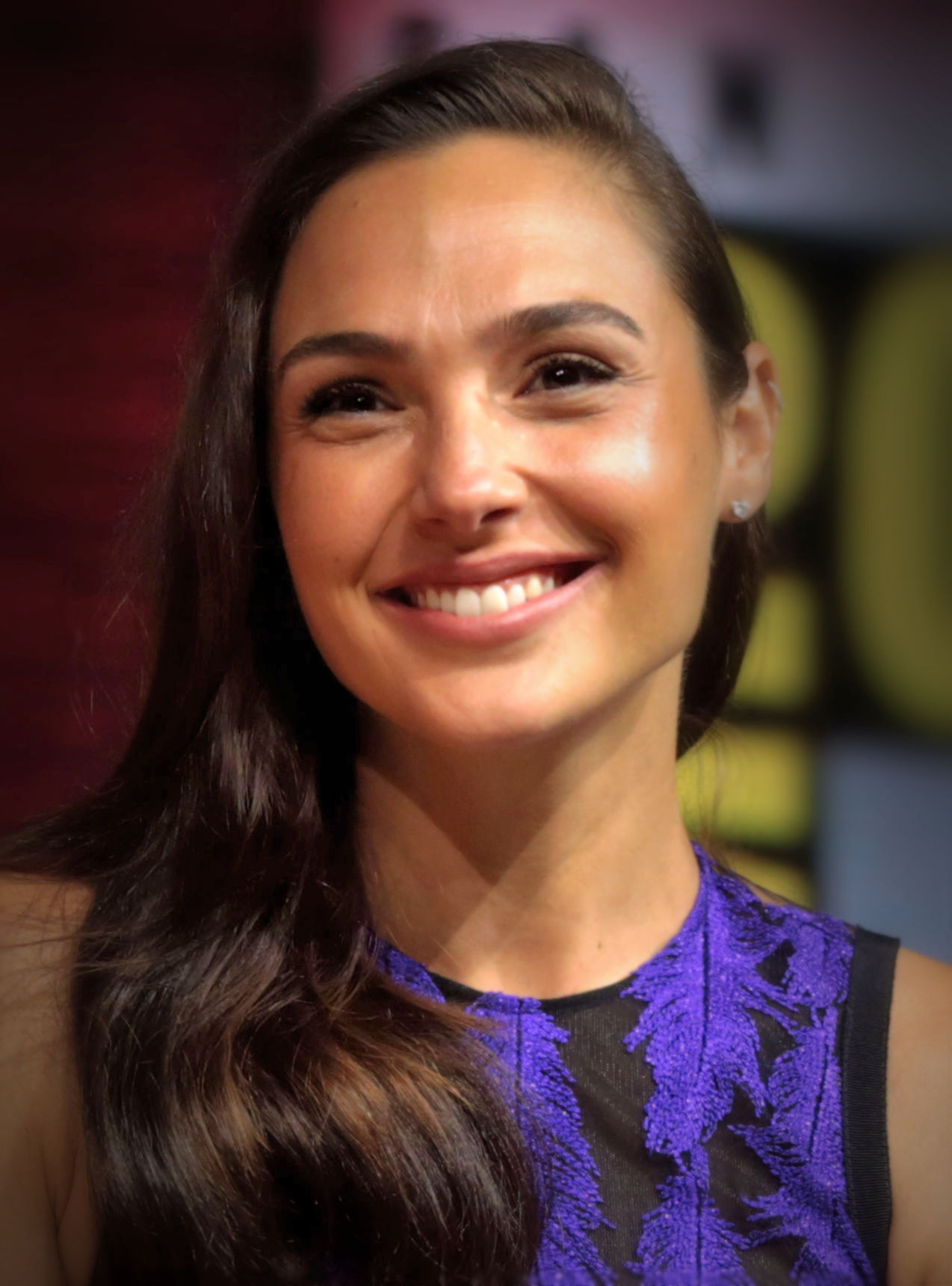
Gal Gadot nel 2018 al Comic Con International di San Diego

Il 4 dicembre 2013 Gadot viene ufficialmente annunciata come interprete della supereroina Wonder Woman all'interno dell'universo cinematografico DC Extended Universe, in preparazione al quale ruolo l'attrice ha praticato scherma, kung fu, kickboxing, capoeira e jujutsu brasiliano. Il 24 gennaio 2014 viene ulteriormente rivelato che Gadot ha siglato per il DCEU un contratto valido per almeno tre pellicole cinematografiche.
Nel marzo 2016 Gadot esordisce ufficialmente sul grande schermo nei panni dell'amazzone, prendendo parte al film Batman v Superman: Dawn of Justice, prima apparizione della Justice League nel DC Extended Universe, che comprende i più celebri supereroi DC Comics, quali, oltre a Wonder Woman: Superman, Batman, Aquaman, Cyborg e Flash. Nel corso del 2017 torna a vestire i panni dell'amazzone Diana Prince in due occasioni: dapprima nell'acclamato Wonder Woman, che le valgono la candidatura e la successiva vittoria di un Saturn Award come miglior attrice protagonista, quindi nel non altrettanto fortunato Justice League, nel quale si distingue, comunque, per una generalmente apprezzata interpretazione.
Entrata in pianta stabile nel DCEU, è nuovamente protagonista in Wonder Woman 1984 (2020) e in Zack Snyder's Justice League (2021). Relativamente alla pellicola Justice League, nel corso del 2021 l'attrice ha rivelato alla testata israeliana N12 di essere stata all'epoca vittima di abusi verbali da parte del regista del film, Joss Whedon, il quale si è difeso sostenendo che tra lui e Gadot sussistesse una «barriera linguistica», giustificazione presto respinta sia dalla diretta interessata sia dal collega Ray Fisher (interprete di Cyborg nella detta pellicola). Nel 2023 interpreta per l'ultima volta Wonder Woman comparendo brevemente nei film del DCEU: Shazam! Furia degli dei e The Flash.
Oltre al già citato Saturn Award, il ruolo di Wonder Woman vale all'attrice numerosi riconoscimenti, tra i quali figurano: due candidature e uno #Sheer Award ai Critics' Choice Awards; una candidatura agli Empire Awards; tre candidature e un premio quale miglior supereroe ai Kids' Choise Awards; una candidature e due premi agli MTV Movie & TV Awards; uno Spotlight Award ai National Board of Review Awards; un Virtuous Award al Santa Barbara Film Festival; sei candidature e un premio quale miglior attrice ai Teen Choice Awards; due candidature e due premi, quale miglior eroina in un film d'azione, ai Women Film Critics Circle. A questi si aggiungano numerose altre candidature e premi minori.

### Anni 2020
Nel 2020, durante la pandemia di COVID-19, viene annunciata la sua partecipazione a un film su Cleopatra, inizialmente previsto con la regia di Patty Jenkins, che l'aveva già diretta in Wonder Woman e Wonder Woman 1984, ma che poi ha defezionato, in cui Gadot interpreterà l'ultima regina dell'Antico Egitto, oltre a produrre la pellicola. Il film, non ha ancora una data ufficiale di uscita, ma ha una sceneggiatura pronta, curata da Laeta Kalogridis, che sarà anche la produttrice esecutivo del progetto, e vede come produttori, oltre alla stessa Gadot, il di lei marito Jaron "Yaron" Varsano, Charles Roven e Patty Jenkins. La pellicola è già oggetto di critiche per la scelta di far interpretare la protagonista a un'attrice non di origine egiziana.
Nel 2021 è co-protagonista del film d'azione di Netflix, scritto e diretto da Rawson Marshall Thurber, Red Notice, in cui recita al fianco Dwayne Johnson e Ryan Reynolds. La pellicola gode di un buon consenso da parte del pubblico, con 328,8 milioni di spettatori su Netflix, risultando il film più visto sulla piattaforma di streaming del 2021.
Nel 2022 interpreta il film Assassinio sul Nilo, diretto da Kenneth Branagh, nel ruolo di Linnet Ridgeway Doyle, rivale di Jacqueline de Bellefort (Emma Mackey). In seguito viene annunciato che Gadot vestirà i panni della malvagia e vanitosa regina Grimilde nel film per la Disney, Biancaneve, remake live action del celebre lungometraggio d'animazione Biancaneve e i sette nani (1937), nella quale Biancaneve verrà interpretata invece dall'attrice Rachel Zegler. Per la parte Gadot ha dovuto sostenere un provino nel quale è stato necessario dimostrare di saper cantare. L'uscita del film, inizialmente prevista per il 22 marzo 2024, è stata posticipata dagli studi Disney al 21 marzo 2025. Il film è già sotto i riflettori e oggetto di critiche a causa di alcune scelte fatte per attualizzare la storia originale. Per la Disney, Gadot ha anche prestato la voce a Shank, co-protagonista del film di animazione Ralph spacca Internet (Ralph Breaks the Internet, 2018), sequel del film del 2012 Ralph Spaccatutto (Wreck-It Ralph).
Il 18 marzo 2025 viene premiata con una stella sulla Hollywood Walk of Fame, al numero 6840 dello Hollywood Boulevard, adiacente a El Capitan Theatre. La cerimonia della consegna della stella, tuttavia, viene segnata dalle proteste dei manifestanti pro-palestinesi, che tentano di interrompere l'evento, contestando il sostegno a Israele nella Guerra Israele-Hamas manifestato dall'attrice. Qualche ora dopo la manifestazione la stella viene vandalizzata e distrutta a martellate.

## Vita privata
Tra il 2005 e il 2006 ha prestato servizio militare come soldatessa delle Forze di difesa israeliane, divenendo anche istruttrice di combattimento. Appassionata di arti marziali, possiede una cintura nera sia nel karate sia nel Krav Maga. La sua vasta conoscenza di base nelle arti marziali ha giocato un ruolo chiave nell'aiutarla a ottenere il ruolo di Wonder Woman. 
Nel 2008 sposa l'imprenditore connazionale Jaron "Yaron" Varsano. Dalla loro unione nascono le figlie Alma, nata il 18 novembre 2011; Maya, nata il 23 marzo 2017, e Daniella, nata il 29 giugno 2021. Nel 2024 i due hanno formato la loro società di produzione cinematografica e televisiva, Pilot Wave, nel 2019. Gadot e Varsano possedevano un boutique hotel a Tel Aviv, in Israele, venduto nel 2015 a Roman Abramovič per 26 milioni di dollari. Il 6 marzo 2024 l'attrice annuncia, dopo una gravidanza difficile, la nascita della figlia Ori (in ebraico "la mia luce").

## Agenzie
- IMG Models, New York e Parigi[54]
- WME, Los Angeles[54]

## Filmografia

### Attrice

#### Cinema
- Fast & Furious - Solo parti originali (Fast & Furious), regia di Justin Lin (2009)
- Notte folle a Manhattan (Date Night), regia di Shawn Levy (2010)
- Innocenti bugie (Knight and Day), regia di James Mangold (2010)
- Fast & Furious 5 (Fast Five), regia di Justin Lin (2011)
- Fast & Furious 6, regia di Justin Lin (2013)
- Kicking Out Shoshana, regia di Shay Kanot (2014)
- Fast & Furious 7 (Furious 7), regia di James Wan (2015) – scene eliminate
- Codice 999 (Triple 9), regia di John Hillcoat (2016)
- Batman v Superman: Dawn of Justice, regia di Zack Snyder (2016) – Diana Prince / Wonder Woman
- Criminal, regia di Ariel Vromen (2016)
- Le spie della porta accanto (Keeping Up with the Joneses), regia di Greg Mottola (2016)
- Wonder Woman, regia di Patty Jenkins (2017) – Diana Prince / Wonder Woman
- Justice League, regia di Zack Snyder (2017) – Diana Prince / Wonder Woman
- Between Two Ferns - Il film (Between Two Ferns - The Movie), regia di Scott Aukerman (2019)
- Wonder Woman 1984, regia di Patty Jenkins (2020) – Diana Prince / Wonder Woman
- Zack Snyder's Justice League, regia di Zack Snyder (2021) – Diana Prince / Wonder Woman
- Red Notice, regia di Rawson Marshall Thurber (2021)
- Assassinio sul Nilo (Death on the Nile), regia di Kenneth Branagh (2022)
- Shazam! Furia degli dei, regia di David F. Sandberg (2023) – cameo non accreditata; Diana Prince / Wonder Woman
- Fast X, regia di Louis Leterrier (2023) – cameo
- The Flash, regia di Andy Muschietti (2023) – cameo non accreditata; Diana Prince / Wonder Woman
- Heart of Stone, regia di Tom Harper (2023)
- Biancaneve (Snow White), regia di Marc Webb (2025) – Grimilde

#### Televisione
- Shemesh – serie TV, episodio 2x22 (1999) - non accreditata
- Bubot – serie TV, 6 episodi (2007-2008)
- The Beautiful Life – serie TV, episodi 1x03-1x04-1x05 (2009)
- Entourage – serie TV, episodio 6x02 (2009)
- Asfur – serie TV, 17 episodi (2011)
- Kathmandu, regia di Emil Ben-Shimon, 11 puntate (2012)

#### Video musicali
- Maroon 5 feat. Cardi B Girls like You, regia di David Dobkin (2018)
- Gal Gadot & Friends Imagine (2020)
- Noga Erez Quiet (2023)

#### Spot pubblicitari (parziale)
- Huawei P9, regia di Dror Shaul (2015)
- Bamboo – Gucci (2015)
- Wix (2017)
- Huawei P20 Pro, regia di Eli Sverdlov (2018)
- Revlon (2018)
- Asus (2018)
- Reebok (2018)

### Doppiatrice
- I Simpson (The Simpsons) – serie animata, episodio 30x01 (2018) - Gal Gadot
- Ralph spacca Internet (Ralph Breaks the Internet), regia di Phil Johnston e Rich Moore (2018)

### Produttrice
- Wonder Woman 1984, regia di Patty Jenkins (2020)

## Trasmissioni televisive (parziale)
- Miss Universe 2004, regia di Ron de Moraes e David Mrnka - speciale TV (2004)
- Mo'adon Layla - varietà televisivo, episodio 4x06 (2010)
- Legendários - game-show (2011)
- CQC: Custe o Que Custar - varietà televisivo (2011)
- Eretz Nehederet - varietà televisivo, episodio 9x07 (2012)
- Saturday Night Live - varietà televisivo (2017)
- Saturday Night Live: Cut for Time - varietà televisivo (2017)
- The Drew Barrymore Show - talk-show (2025)

## Riconoscimenti
- Alpha1Media Awards
  - 2018 – Miglior attrice per Wonder Woman
- Alpha Pro Awards
  - 2018 – Miglior supereroe per Wonder Woman
  - 2018 – Miglior eroina per Wonder Woman
  - 2018 – Miglior attrice in un film di supereroi per Wonder Woman
  - 2021 – Miglior supereroe per Wonder Woman 1984
  - 2021 – Miglior eroina per Wonder Woman 1984
  - 2021 – Miglior attrice in un film di supereroi per Wonder Woman 1984
  - 2022 – Miglior supereroe per Zack Snyder's Justice League
  - 2022 – Miglior eroina per Zack Snyder's Justice League
  - 2022 – Miglior attrice in un film di supereroi per Zack Snyder's Justice League
- Cape & Castle Awards
  - 2021 – Miglior attrice per Wonder Woman 1984
- Chinese American Film Festival
  - 2016 – Attrice statunitense più popolare in Cina per Batman v Superman: Dawn of Justice
- Critics' Choice Awards
  - 2016 – Candidatura alla miglior attrice in un film d'azione per Batman v Superman: Dawn of Justice
  - 2018 – #SeeHer Award
  - 2022 – Candidatura alla miglior attrice in un film di supereroi per Zack Snyder's Justice League
- Detroit Film Critics Society Awards
  - 2017 – Candidatura alla miglior artista emergente per Wonder Woman
  - 2017 – Candidatura alla miglior artista emergente per Justice League
- Digital Spy Reader Awards
  - 2017 – Miglior attrice per Wonder Woman
- Empire Awards
  - 2018 – Candidatura alla miglior attrice per Wonder Woman
- Entretenews Awards
  - 2018 – Miglior attrice per Wonder Woman
  - 2018 – Miglior eroina per Wonder Woman
  - 2021 – Miglior attrice per Wonder Woman 1984
  - 2021 – Miglior eroina per Wonder Woman 1984
  - 2022 – Miglior eroina per Zack Snyder's Justice League
  - 2024 – Miglior attrice per Heart of Stone
- Gold Derby Awards
  - 2018 – Candidatura alla miglior esordiente
- Golden Issue Awards
  - 2017 – Miglior attrice per Wonder Woman
  - 2020 – Candidatura alla miglior attrice per Wonder Woman 1984
- Golden Schmoes Awards
  - 2017 – Candidatura alla miglior attrice dell'anno per Wonder Woman
  - 2017 – Candidatura alla miglior attrice esordiente dell'anno per Wonder Woman
  - 2017 – Candidatura alla miglior T&A dell'anno per Wonder Woman
  - 2017 – Candidatura alla miglior celebrità dell'anno
- Golden Tomato Awards
  - 2020 – Candidatura all'attrice preferita dai fan 2020 per Wonder Woman 1984
- Hollywood Walk of Fame
  - 2025 - Stella al n. 6840 di Hollywood Boulevard[46]
- Jupiter Awards
  - 2018 – Miglior attrice internazionale per Wonder Woman
  - 2022 – Candidatura alla miglior attrice internazionale per Wonder Woman 1984
  - 2024 – Candidatura alla miglior attrice internazionale per Heart of Stone
- Kids' Choise Awards
  - 2018 – Candidatura alla miglior attrice cinematografica per Wonder Woman
  - 2018 – Candidatura alla miglior attrice cinematografica per Justice League
  - 2019 – Candidatura alla miglior doppiatrice in un film d'animazione per Ralph spacca Internet
  - 2021 – Miglior supereroe per Wonder Woman 1984
  - 2021 – Candidatura alla miglior attrice cinematografica per Wonder Woman 1984
- MTV Movie & TV Awards
  - 2018 – Miglior eroe per Wonder Woman
  - 2018 – Miglior combattimento per Wonder Woman
  - 2021 – Candidatura al miglior eroe per Wonder Woman 1984
- National Board of Review Awards
  - 2018 – Spotlight Award per Wonder Woman
- North Texas Film Critics Association
  - 2017 – Candidatura alla miglior attrice per Wonder Woman
- Odyssey Awards
  - 2017 – Candidatura alla miglior attrice protagonista per Wonder Woman
- Online Film & Television Association
  - 2018 – Candidatura alla miglior attrice emergente per Wonder Woman
- Palm Springs International Film Festival
  - 2018 – Ring Star Award – Actress per Wonder Woman
- People's Choice Awards
  - 2022 – Candidatura alla Female Movie Star of the Year per Assassinio sul Nilo
  - 2022 – Candidatura alla Drama Movie Star of 2022 per Assassinio sul Nilo
  - 2024 – Candidatura alla Female Movie Star of 2022 per Heart of Stone
- Santa Barbara Film Festival
  - 2018 – Virtuous Award per Wonder Woman
- Saturn Awards
  - 2018 – Miglior attrice per Wonder Woman
- Series Em Cena Awards
  - 2018 – Miglior attrice per Wonder Woman
  - 2021 – Miglior attrice per Wonder Woman 1984
- Teen Choice Awards
  - 2016 – Candidatura alla miglior stella emergente in un film per Batman v Superman: Dawn of Justice
  - 2016 – Candidatura alla miglior ruba-scena in un film per Batman v Superman: Dawn of Justice
  - 2017 – Miglior attrice in un film d'azione per Wonder Woman
  - 2017 – Candidatura alla miglior attrice in un film commedia per Le spie della porta accanto
  - 2017 – Candidatura alla miglior coppia per Wonder Woman (con Chris Pine)
  - 2017 – Candidatura alla miglior attrice in un film dell'estate per Wonder Woman
  - 2017 – Candidatura al miglior bacio per Wonder Woman (con Chris Pine)
  - 2018 – Candidatura alla miglior attrice in un film d'azione per Justice League
- Women Film Critics Circle
  - 2016 – Candidatura alla miglior eroina in un film d'azione per Batman v Superman: Dawn of Justice
  - 2017 – Miglior eroina in un film d'azione per Wonder Woman
  - 2021 – Miglior eroina in un film d'azione per Wonder Woman 1984
  - 2021 – Candidatura alla miglior eroina in un film d'azione per Zack Snyder's Justice League

## Doppiatrici italiane
Nelle versioni in italiano delle opere in cui ha recitato, Gal Gadot è stata doppiata da:
- Claudia Catani in Batman v Superman: Dawn of Justice, Le spie della porta accanto, Wonder Woman, Justice League, Between Two Ferns - Il film, Wonder Woman 1984, Zack Snyder's Justice League, Shazam! Furia degli dei, The Flash
- Emanuela D'Amico in Fast & Furious - Solo parti originali, Fast & Furious 5, Fast & Furious 6, Fast & Furious 9 - The Fast Saga, Fast X
- Eleonora Reti in Red Notice, Heart of Stone
- Chiara Gioncardi in Assassinio sul Nilo, Biancaneve (dialoghi)
- Connie Bismuto in Notte folle a Manhattan
- Giuppy Izzo in Innocenti bugie
- Laura Romano in Codice 999
- Barbara De Bortoli in Criminal
- Serena Rossi in Biancaneve (canto)

Da doppiatrice è sostituita da:
- Benedetta Ponticelli (dialoghi) in Ralph spacca Internet
- Anna Maria Laviola (canto) in Ralph spacca Internet